# Stigmaphyllon saxicola
Stigmaphyllon saxicola är en tvåhjärtbladig växtart som beskrevs av C. Anderson. Stigmaphyllon saxicola ingår i släktet Stigmaphyllon och familjen Malpighiaceae. Inga underarter finns listade i Catalogue of Life.